# Argonauta nodosa
Espèce
Statut de conservation UICN

 LC  : Préoccupation mineure
Argonauta nodosus [Lightfoot], 1786 ou Argonauta nodosa Lightfoot, 1786 (nom vernaculaire : argonaute noueux) est une espèce de mollusques céphalopodes de la famille des Argonautidae.
- Répartition : océans Indien et Pacifique.